# Giorgos Tzortzakis
Giorgos Tzortzakis (griechisch Γιώργος Τζωρτζάκης, * 31. Oktober 1985 in Chania) ist ein ehemaliger griechischer Bahn- und Straßenradrennfahrer.

## Sportliche Laufbahn
Giorgos Tzortzakis war vor allem auf der Bahn erfolgreich. 2005 wurde er Zweiter bei der Athens Open Balkan Championship in der Mannschaftsverfolgung. Von 2008 bis 2010 gewann er gemeinsam mit seinem jüngeren Bruder Polychronis dreimal in Folgen den nationalen Meistertitel im Zweier-Mannschaftsfahren. 2010 wurde er zudem griechischer Meister im Scratch sowie mit Panagiotis Chatzakis, Ioannis Drakakis und seinem Bruder Polychronis in der Mannschaftsverfolgung. Zudem gewann er einige heimische Straßenrennen.

## Erfolge – Bahn
2008
- Griechischer Meister – Zweier-Mannschaftsfahren (mit Polychronis Tzortzakis)

2009
- Griechischer Meister – Zweier-Mannschaftsfahren (mit Polychronis Tzortzakis)

2010
- Griechischer Meister – Scratch, Zweier-Mannschaftsfahren mit Polychronis Tzortzakis, Mannschaftsverfolgung mit Panagiotis Chatzakis, Ioannis Drakakis und Polychronis Tzortzakis

## Teams
- 2009 SP. Tableware-Gatsoulis Bikes
- 2010 Heraklion Kastro-Murcia (bis 31. Juli)